# Шарма, Винит Кумар
Винит Кумар Шарма (англ. Vineet Kumar Sharma, 6 января 1959) — индийский хоккеист (хоккей на траве), полевой игрок. Участник летних Олимпийских игр 1984 года, серебряный призёр летних Азиатских игр 1982 года, бронзовый призёр летних Азиатских игр 1986 года.

## Биография
Винит Кумар Шарма родился 6 января 1959 года.
Играл в хоккей на траве за Индийские авиалинии.
В 1984 году вошёл в состав сборной Индии по хоккею на траве на летних Олимпийских играх в Лос-Анджелесе, занявшей 5-е место. Играл в поле, провёл 7 матчей, забил 6 мячей (три в ворота сборной Малайзии, по одному — Австралии, Новой Зеландии и Нидерландам).
Дважды в составе сборной Индии выигрывал медали хоккейных турниров летних Азиатских игр — серебро в 1982 году в Нью-Дели, бронзу в 1986 году в Сеуле.